# Mibladen
Mibladen  (ميبلادن ()) est une commune rurale du Maroc située dans la province de Midelt, dans la région du Drâa-Tafilalet. Elle compte une population de 3 084 personnes (recensement de 2014).

## Géographie
|           |          |  |
|           | Mibladen |  |
| Aït Ayach |          |  |

Midelt est relié à Arfoud par le tunnel de Foum Zabel ou tunnel du légionnaire.

## Climat
| Mois                              | jan. | fév. | mars | avril | mai | juin | jui. | août | sep. | oct. | nov. | déc. |
| --------------------------------- | ---- | ---- | ---- | ----- | --- | ---- | ---- | ---- | ---- | ---- | ---- | ---- |
| Température minimale moyenne (°C) | 1    | 3    | 5    | 8     | 11  | 15   | 18   | 19   | 14   | 9    | 4    | 2    |
| Température maximale moyenne (°C) | 13   | 16   | 24   | 29    | 33  | 39   | 41   | 41   | 35   | 27   | 19   | 14   |
| Précipitations (mm)               | 28   | 9    | 36   | 28    | 11  | 14   | 12   | 14   | 40   | 29   | 47   | 6    |

| Diagramme climatique                                  |      |       |       |      |        |        |        |        |       |       |      |
| J                                                     | F    | M     | A     | M    | J      | J      | A      | S      | O     | N     | D    |
| 13128                                                 | 1639 | 24536 | 29828 | 3311 | 391514 | 411812 | 411914 | 351440 | 27929 | 19447 | 1426 |
| Moyennes : • Temp. maxi et mini °C • Précipitation mm |      |       |       |      |        |        |        |        |       |       |      |

## Géologie
Le district minier de Mibladen est le plus important site mondial pour la vanadinite, un minerai contenant du plomb et du vanadium. Situé à environ 25 km au nord de Midelt, ce site est formé de dépôts de roches calcaires et de dolomies du Lias ou jurassique inférieur, intéressant l'industrie pour l’extraction du plomb et du zinc, mais aussi les géologues à cause de la découverte de minéraux tels que la vanadinite, la wulfénite, la barytine, la galène, la cérusite et l'anglésite.

### Histoire de la mine

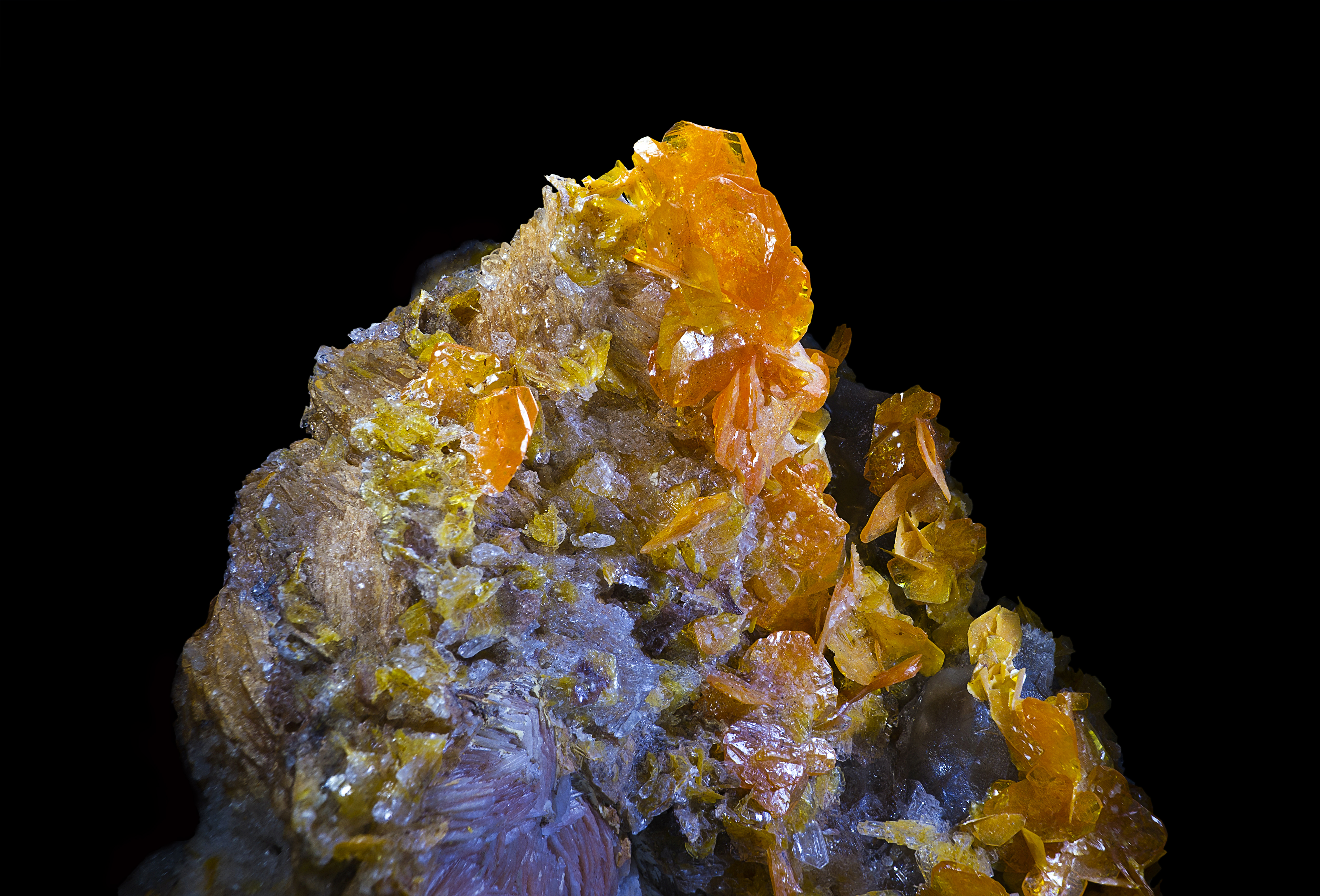
Wulfénite du Maroc.

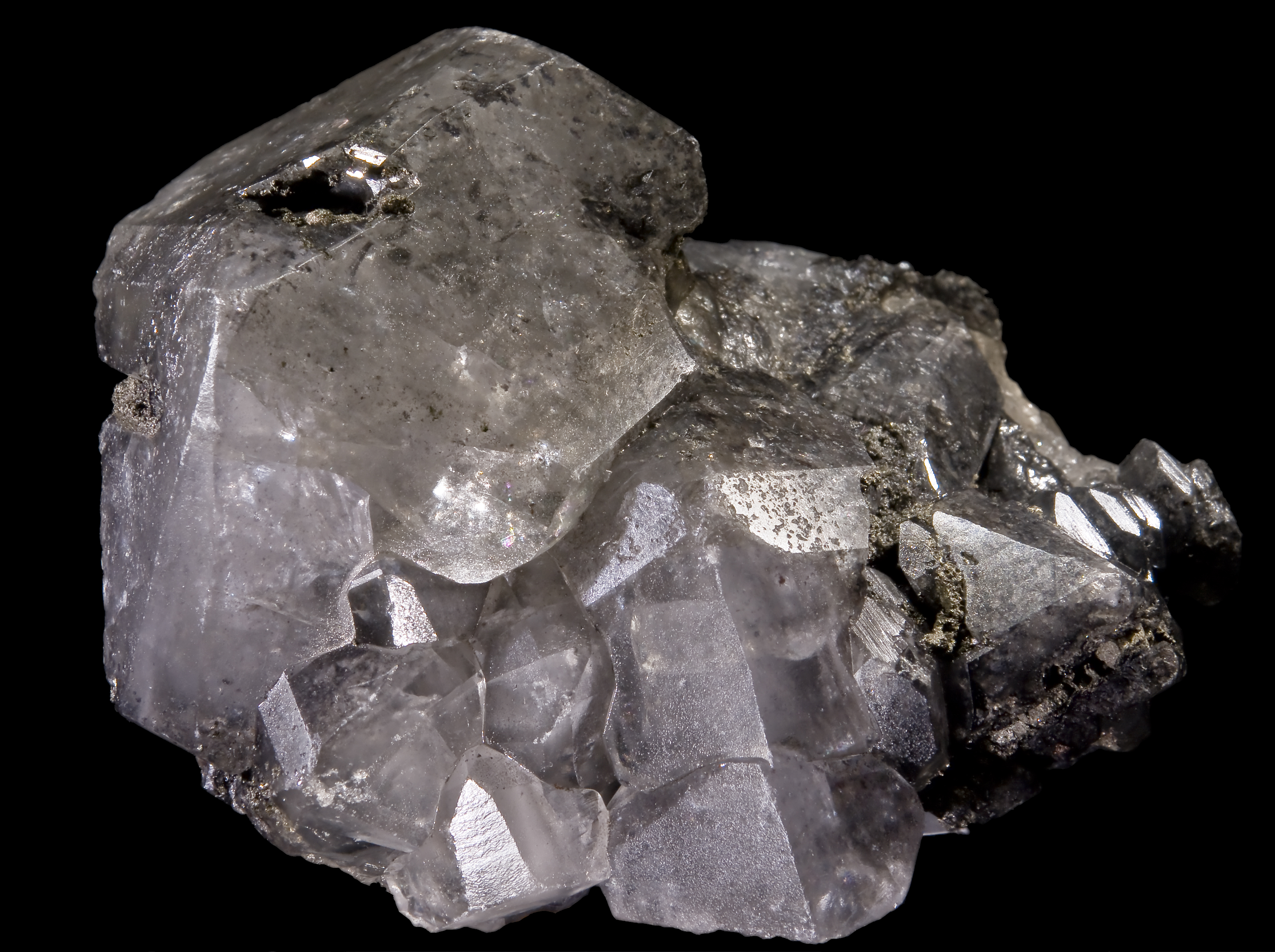
Anglésite de Touizit.

Les gisements ont été découverts en 1907. La société de minéralisation de la Haute-Moulouya commence à les exploiter en 1912, relayée en 1926 par la société des mines d'Ahouli, appartenant à la Peñarroya. La compagnie construit des routes, la centrale hydroélectrique de Ksar Flilou, l’une des premières centrales électriques du Maroc, qui utilise les eaux du barrage de retenue du Ksar Tatiouine au pied du mont Ayachi, ainsi que le pont de bois qui est l'unique accès au village. Le minerai est acheminé en partie par la voie ferrée de Bouarfa à Ghazaouet, via Oujda. Une fonderie est construite à partir de 1944 avec la société des fonderies de Zellidja à Oued Heimer, près de Jerada, qui raffine du minerai dont elle extrait du plomb et de l'argent. L'exploitation est arrêtée en 1975.
Dans les années 1950-1960, 1500 mineurs travaillent à l'extraction du minerai. La mine est fermée en 1975. Jusqu'en 1983, le bureau de recherches et participations minières (BRPM) du Maroc reprend le site pour tenter de relancer l'exploitation, sans suites autres que la vente de toutes les installations en métal pouvant être vendues. En 1986, le BRPM installe un atelier de chaudronnerie qui fabrique des machines et des charpentes métalliques pour les mines du Maroc. Cet atelier ferme à la fin des années 1990.
De 1947 à 1953, le Dr Louis Tonnelot, établi à Midelt, décèle plusieurs cas de silicose chez les mineurs et se bat pour faire reconnaître officiellement cette maladie professionnelle, ce qu'il finit par obtenir avant d'être muté.
Dès la fermeture de la mine commence l'exploitation artisanale des minerais de collection vendus aux touristes. Depuis le début des années 2000, les femmes descendent elles aussi dans les anciennes galeries pour extraire plomb et minéraux de collection. Le minerai est vendu quelques dirhams (entre 1,5 et 2,5) le kilo. Des accidents se produisent régulièrement, parfois mortels, et les morts s'ajoutent aux personnes rendues invalides par l'exploitation de la mine, estropiées ou touchées par la silicose. Mais ce travail leur est indispensable pour vivre, les hommes n'étant souvent plus capables de travailler et ne touchant que de faibles retraites d'environ 1000 dirhams.